# Xherdan Shaqiri
Xherdan Shaqiri (Gnjilane, Kosovo, 10. listopada 1991.) švicarski je nogometaš podrijetlom s Kosova. Trenutačno igra za Basel.
Na službenim web stranicama FIFA-e, opisan je kao "nepredvidljiv igrač pri dodiru s loptom, vješt u igranju s obje noge te s odličnom vizijom na terenu". Zbog toga ima nadimke Alpski Messi ili Magični patuljak a smatra se jednim od najboljih igrača svoje generacije.

## Počeci
Xherdan je rođen u Gnjilanu u obitelji albanskih Kosovara te je zajedno s njima i troje braće emigrirao u Švicarsku tijekom 1992. godine. Danas ima dvojno odnosno albansko i švicarsko državljanstvo dok je ovo potonje dobio kroz proces naturalizacije.

## Karijera

### Klupska karijera
Shaqiri je nogomet započeo igrati u mladim momčadima SV Augsta i Basela. S Baselovom momčadi do 15 godina nastupio je na Nike Cupu 2007. gdje je proglašen najboljim igračem turnira zbog čega ga je nekoliko klubova htjelo dovesti u vlastite redove. Međutim, on je ostao lojalan matičnom klubu. Od 2007. do 2009. igrao je za rezervnu momčad nakon čega je 2. siječnja 2009. potpisao prvi profesionalni ugovor s Baselom.
Za Basel je debitirao 12. srpnja iste godine kada je u prvenstvenom susretu protiv St. Gallena ušao u igru kao zamjena. Prvi gol zabio je 9. studenog u visokoj 4:1 pobjedi protiv Neuchâtel Xamaxa ostvarenoj kod kuće. Završetkom sezone 2009./10. igrač s klubom osvaja dvostruku krunu dok je u sljedeće dvije sezone s Baselom uspio obraniti naslov nacionalnog prvaka.
9. veljače 2012. objavljena je vijest o prodaji Shaqirija u njemački Bayern München. Vrijednost transfera iznosila je 11,6 milijuna eura dok je s igračem potpisan četverogodišnji ugovor koji istječe 30. lipnja 2016. Svoj debi za novi klub igrač je ostvario 10. srpnja 2012. u prijateljskoj utakmici protiv Unterhachinga dok je prvi službeni nastup zabilježen 20. kolovoza iste godine u utakmici njemačkog kupa protiv SSV Jahn Regensburga.
Tijekom nastupa za bavarski klub, Xherdan Shaqiri je s Bayernom osvojio sve što se moglo osvojiti odnosno po dvije uzastopne Bundeslige i nacionalna kupa te naslove pobjednika njemačkog Superkupa, Lige prvaka, europskog Superkupa te Svjetskog klupskog prvenstva. U finalnim utakmicama svih tih natjecanja uglavnom je korišten kao igrač s klupe dok je u finalu Svjetskog klupskog prvenstva protiv Raja Casablance igrao kao standardni igrač dok ga je u 80. minuti zamijenio Mario Götze. Također, u europskom Superkupu protiv Chelseaja, pitanje pobjednika odlučivalo se jedanaestercima a njega je osigurao upravo Shaqiri u petom setu, nakon promašaja Lukakua.
Engleski Stoke City već je ranije pokazao interes za dovođenjem švicarskog reprezentativca, međutim 9. siječnja 2015. kupuje ga milanski Inter. Za Nerazzurre debitira u gostujućem remiju protiv Empolija kada je zamijenio (također novopridošlog) Lukasa Podolskog. Ubrzo je zabio i prvi pogodak i to u utakmici Coppa Italije protiv Sampdorije.
Ipak ga u ljeto 2015. kupuje engleski Stoke City F.C. za 17 milijuna eura te potpisuje ugovor na pet godina. Nakon tri sezone nastupanja za Stoke City (koji je 2018. ispao iz Premierlige) Xherdan potpisuje za Liverpool koji ga kupuje za 13 milijuna funti. Klupska povijest o dovođenju švicarskog/kosovskog igrača doseže još u 2014. kada je nosio dres Bayerna pa i godinu potom kada je iz Intera otišao u Englesku.

### Reprezentativna karijera
Igrač je nastupao za sve švicarske mlade reprezentacije dok je za seniore debitirao 3. ožujka 2010. u prijateljskoj utakmici protiv Urugvaja. Iznenađujuće, tadašnji izbornik Ottmar Hitzfeld uveo ga je na popis reprezentativaca za Svjetsko prvenstvo 2010. u JAR-u. Ondje je odigrao posljednjih 12 minuta u remiju bez pogodaka protiv Hondurasa.
Četiri godine poslije, Xherdan je ponovo bio na rosteru igrača za predstojeći Mundijal u Brazilu. Ondje se istaknuo kao važna reprezentativna karika te standardni igrač u sve tri utakmice skupine. Tamo je zabio hat-trick u pobjedi protiv Hondurasa te je proglašen igračem utakmice protiv istog protivnika i Ekvadora. Nakon toga uslijedila je osmina finala protiv Argentine u kojoj je Xherdan ponovo odigrao cijeli susret a slavili su Gaučosi s minimalnih 1:0.
Švicarski nogometni izbornik objavio je u svibnju 2016. popis za nastup na Europskom prvenstvu u Francuskoj, na kojem je se nalazio Shaqiri.

##### Pogoci za reprezentaciju
| #   | Datum               | Mjesto                                            | Protivnik    | Pogodak | Rezultat | Natjecanje                        |
| --- | ------------------- | ------------------------------------------------- | ------------ | ------- | -------- | --------------------------------- |
| 1.  | 7. rujna 2010.      | St. Jakob-Park, Basel, Švicarska                  | Engleska     | 1:2     | 1:3      | Kvalifikacije za EURO 2012.       |
| 2.  | 6. rujna 2011.      | St. Jakob-Park, Basel, Švicarska                  | Bugarska     | 1:1     | 3:1      | Kvalifikacije za EURO 2012.       |
| 3.  | 6. rujna 2011.      | St. Jakob-Park, Basel, Švicarska                  | Bugarska     | 2:1     | 3:1      | Kvalifikacije za EURO 2012.       |
| 4.  | 6. rujna 2011.      | St. Jakob-Park, Basel, Švicarska                  | Bugarska     | 3:1     | 3:1      | Kvalifikacije za EURO 2012.       |
| 5.  | 29. veljače 2012.   | Stade de Suisse, Bern, Švicarska                  | Argentina    | 1:1     | 1:3      | Prijateljska utakmica             |
| 6.  | 11. rujna 2012.     | Luzern, Švicarska                                 | Albanija     | 1:0     | 2:0      | Kvalifikacije za SP u Brazilu 14' |
| 7.  | 14. studenog 2012.  | Susa, Tunis                                       | Tunis        | 2:1     | 2:1      | Prijateljska utakmica             |
| 8.  | 11. listopada 2013. | Tirana, Albanija                                  | Albanija     | 1:0     | 2:1      | Kvalifikacije za SP u Brazilu 14' |
| 9.  | 3. lipnja 2014.     | Luzern, Švicarska                                 | Peru         | 2:0     | 2:0      | Prijateljska utakmica             |
| 10. | 26. lipnja 2014.    | Arena Amazônia, Manaus, Brazil                    | Honduras     | 1:0     | 3:0      | SP u Brazilu 14'                  |
| 11. | 26. lipnja 2014.    | Arena Amazônia, Manaus, Brazil                    | Honduras     | 2:0     | 3:0      | SP u Brazilu 14'                  |
| 12. | 26. lipnja 2014.    | Arena Amazônia, Manaus, Brazil                    | Honduras     | 3:0     | 3:0      | SP u Brazilu 14'                  |
| 13. | 14. listopada 2014. | Serravalle, San Marino                            | San Marino   | 4:0     | 4:0      | Kvalifikacije za EURO 2016.       |
| 14. | 15. studenog 2014.  | St. Gallen, Švicarska                             | Litva        | 3:0     | 4:0      | Kvalifikacije za EURO 2016.       |
| 15. | 15. studenog 2014.  | St. Gallen, Švicarska                             | Litva        | 4:0     | 4:0      | Kvalifikacije za EURO 2016.       |
| 16. | 10. lipnja 2015.    | Thun, Švicarska                                   | Lihtenštajn  | 2:0     | 3:0      | Prijateljska utakmica             |
| 17. | 14. lipnja 2015.    | Vilnius, Litva                                    | Litva        | 2:1     | 2:1      | Kvalifikacije za EURO 2016.       |
| 18. | 25. lipnja 2016.    | Stade Geoffroy-Guichard, Saint-Étienne, Francuska | Poljska      | 1:1     | 1:1      | EURO 2016.                        |
| 19. | 1. lipnja 2017.     | Neuchâtel, Švicarska                              | Bjelorusija  | 1:0     | 1:0      | Prijateljska utakmica             |
| 20. | 9. lipnja 2017.     | Tórshavn, Farski Otoci                            | Farski Otoci | 2:0     | 2:0      | Kvalifikacije za SP u Rusiji 18'  |
| 21. | 22. lipnja 2018.    | Stadion Kalinjingrad, Kalinjingrad, Rusija        | Srbija       | 2:1     | 2:1      | SP u Rusiji 18'                   |
| 22. | 8. rujna 2018.      | Kybunpark, St. Gallen, Švicarska                  | Island       | 3:0     | 6:0      | Liga nacija 2018./19.             |

## Osvojeni trofeji

### Klupski trofeji
| Klub           | Trofej                     | Sezona / godina |
| Švicarska      | Švicarska                  | Švicarska       |
| -------------- | -------------------------- | --------------- |
| Basel          | Švicarsko prvenstvo        | 2009./10.       |
| Basel          | Švicarski kup              | 2010.           |
| Basel          | Švicarsko prvenstvo        | 2010./11.       |
| Basel          | Švicarsko prvenstvo        | 2011./12.       |
| Basel          | Švicarski kup              | 2012.           |
| Njemačka       |                            |                 |
| Bayern München | Njemački Superkup          | 2012.           |
| Bayern München | UEFA Liga prvaka           | 2012./13.       |
| Bayern München | Bundesliga                 | 2012./13.       |
| Bayern München | Njemački kup               | 2013.           |
| Bayern München | Superkup Europe            | 2013.           |
| Bayern München | Svjetsko klupsko prvenstvo | 2013.           |
| Bayern München | Bundesliga                 | 2013./14.       |
| Bayern München | Njemački kup               | 2014.           |
| Engleska       |                            |                 |
| Liverpool      | UEFA Liga prvaka           | 2018./19.       |

### Individualni trofeji
| Trofej                                             | Godina       |
| -------------------------------------------------- | ------------ |
| Švicarski nogometaš godine                         | 2011., 2012. |
| Najbolji mladi švicarski nogometaš                 | 2012.        |
| Igrač utakmice na SP-u protiv Ekvadora i Hondurasa | 2014.        |

## Vanjske poveznice
- National Football Teams.com
- Soccerbase.com